# Tiracola pallidistigma
Tiracola pallidistigma är en fjärilsart som beskrevs av W. Warren 1912. Tiracola pallidistigma ingår i släktet Tiracola och familjen nattflyn. Inga underarter finns listade i Catalogue of Life.